# هرمز (پدر هرمز دبیربد)
هرمز (پارسی میانه: Hormezd) یکی از نجیب‌زادگان ساسانی در سده سوم میلادی در زمان حکومت شاپور یکم و دبیربد دربار بود.

## زندگی

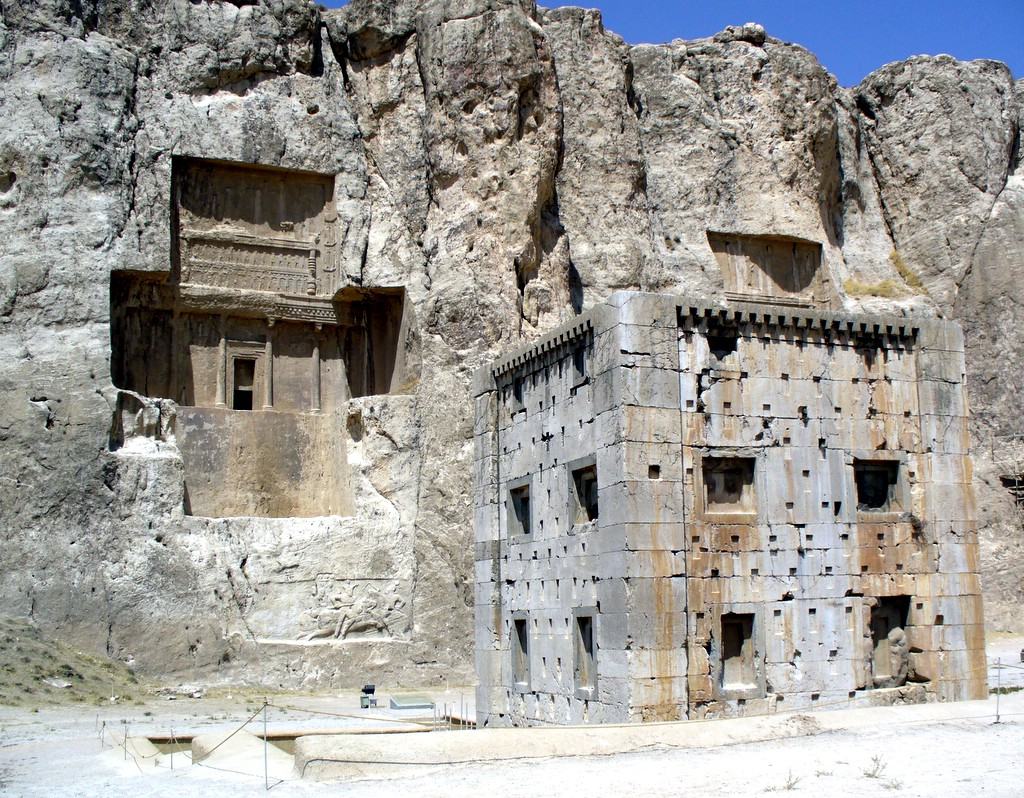
کعبه زرتشت، جایی که سنگ‌نوشته شاپور یکم حک شده‌است

از او در سنگ‌نوشته شاپور یکم بر کعبه زرتشت به عنوان پدر دبیربد دیگری به نام هرمز یاد شده است. نام او فقط در سنگ‌نوشته پارسی میانه ثبت شده و در سنگ‌نوشته پارتی و یونانی اثری از آن نیست.
گرچه منشأ خانوادگی وی مشخص نیست، اما با توجه به موقعیت او و پسرش، می‌توان برداشت کرد که خانواده او از گذشته دبیر بوده‌اند. در یک متن مانوی اشاره‌ای به دبیری به همین نام شده است که به دستور شاپور، توصیه‌نامه‌های مانی را به شاهزادگان ساسانی نوشته‌ است. ممکن است فرد موجود در آن متن و این هرمز یک شخص باشند.